# المعهد العالي لضباط الشرطة
المعهد العالي لضباط الشرطة هو معهد أمني يتبع وزارة الداخلية في الجمهورية اليمنية. تأسس عام 1987م بقرار جمهوري عام 1990م، وحتى 2001 عندما أدمج ضمن أكاديمية الشرطة. كان مقر المعهد في العاصمة صنعاء.

## التأسيس
تأسس المعهد ليقوم بتأهيل وتدريب وتدريس ضباط وزارة الداخلية. وذلك بعقد الدورات التخصصية الإلزامية لجميع الضباط المنتسبين للشرطة. كما يقوم بتدريس الماجستير في علوم الشرطة، من خلال دبلومين هما: دبلوم الإدارة العامة، ودبلوم الأمن العام.

## الأهداف
- تأهيل صغار الضباط بوزارة الداخلية ورفد معارفهم بالجديد، من خلال دورات الترقية الإلزامية التي يدرسها الضابط إلزامياً قبل كل ترقية عسكرية ينالها.
- تأهيل الضباط من القيادات الوسطية، وذلك بتدريسهم الدبلومات الإدارية والأمنية التي تمنحهم درجة الماجستير.
- تأهيل الضباط في المجالات التخصصية، كدورات البحث الجنائي، ومسرح الجريمة، ومكافحة التزوير، والإدارة الحديثة، والمهارات الإدارية والقيادية، والحاسوب، واللغة الإنجليزية، ومكافحة الإرهاب، وغيرها من الدورات.

وقد تم تحويله واستيعاب تخصصاته ضمن أكاديمية الشرطة اليمنية، في قانون الأكاديمية لسنة 2001م، لتشمل:
- كلية الشرطة.
- كلية التدريب.
- كلية الدراسات العليا.
- مركز البحوث